# 郭玄奇
郭玄奇（1984年3月20日—），台灣男演員。因外型嬌小，多年來致力於兒童劇表演。2012年因參與《刺蝟男孩》演出，開始跨入影像表演，隨後便在許多部電影與戲劇中都可以看見其身影。討喜的表演節奏，加上豐富的臉部與肢體表情，替自己打造出屬於自己的表演風格，成為戲劇圈不可或缺的一名綠葉。2014年在蔡依林的《Play我呸》MV中，飾演蔡依林的文青男友，一幕用烏克麗麗打人的畫面，成為該MV的經典鏡頭。2015年因演出《他看她的第二眼》大虎一角，更讓自己嶄露頭角，並且讓更多人注意到這位默默耕耘的喜劇演員，2016年因演出《1989一念間》趙志誠一角，人氣大增。

## 演出作品

### 電影
| 年份 | 片名               | 導演                 | 角色     | 備註 |
| ---- | ------------------ | -------------------- | -------- | ---- |
| 2013 | 《愛情無全順》     | 賴俊羽               | 阿丹     |      |
| 2014 | 《等一個人咖啡》   | 江金霖               | 阿拓好友 |      |
| 2015 | 《宅男女神殺人狂》 | 鄭健和、金沛晟       | 黃小弟   |      |
| 2016 | 《他媽²的藏寶圖》  | 黃竑寯               | 阿強     |      |
| 2016 | 《扮熟少女》       | 陳慶祥、陳立謙、趙宇 | 娘砲     |      |
| 2016 | 《我的蛋男情人》   | 傅天余               | 壞蛋B    |      |
| 2020 | 《消失的情人節》   | 陳玉勳               | 公寓阿宅 |      |

### 電視作品
| 年份 | 播放頻道   | 戲劇名稱             | 角色名稱          | 備註 |
| ---- | ---------- | -------------------- | ----------------- | ---- |
| 2012 | 公視       | 《刺蝟男孩》         | 大雁              |      |
| 2014 | 緯來電影台 | 《便利人生》         | 大學生            | 客串 |
| 2014 | 公視       | 《我的媽媽》         | 阿杜              |      |
| 2014 | 華視       | 《巷弄裡的那家書店》 | 大學生            | 客串 |
| 2014 | 三立都會台 | 《喜歡一個人》       | 八兩金            | 客串 |
| 2014 | 八大綜合台 | 《終極惡女》         | 告白男同學        | 客串 |
| 2015 | 大愛電視台 | 《南國小太陽》       | 阿凱              |      |
| 2015 | 三立都會台 | 《他看她的第2眼》    | 大虎              |      |
| 2016 | 三立都會台 | 《1989一念間》       | 趙志誠            |      |
| 2016 | 三立台灣台 | 《甘味人生》         | 咖啡              |      |
| 2016 | 八大綜合台 | 《終極一班4》        | 火龍果高校 左護法 | 客串 |

## MV演出
- 蔡依林《Play我呸》

## 廣告作品
- 《味丹雙響泡-夭獸篇》
- 《內地脈動藍莓味-洗澡天使篇、惡魔篇》
- 《素椒牛肉麵-素不素篇》
- 《蠻牛-談判篇》
- 《518人力銀行-感動篇》

## 舞台劇
- 如果兒童劇團《銀河、魔豆、星花園》
- 如果兒童劇團《破廟裡的莫札特》
- 如果兒童劇團《速度專賣店》
- 如果兒童劇團《隱形貓熊2隱形貓熊回來了》
- 如果兒童劇團《蝦米狼吃素》
- 如果兒童劇團《草船借箭》
- 如果兒童劇團《故事大盜》
- 如果兒童劇團《我的阿嬤是蝴蝶》
- 如果兒童劇團《約定》
- 如果兒童劇團《巧媳婦》
- 首屆中國兒童藝術節 如果兒童劇團《隱形貓熊在哪裡》
- 台北市兒童藝術節金獎作品 如果兒童劇團《守護天使》
- 台北市兒童藝術節金獎作品 如果兒童劇團《風之豎琴手》
- 鐵支路邊創作體《狂人教育》
- 國家文藝會新人新視野 鐵支路邊創作體《如徐礦坑》
- 逗點創意劇團《膽小鬼》
- 逗點創意劇團《醜小鴨的天空》
- 逗點創意劇團《尋找快樂的咩咩羊》
- 逗點創意劇團《牧羊少年奇幻之旅》
- 如果兒童劇團 日商倍樂生巧虎大型舞台劇《1.2.3遊戲國》
- 如果兒童劇團 日商倍樂生巧虎大型舞台劇《永遠的好朋友》
- 如果兒童劇團 日商倍樂生巧虎大型舞台劇《寶貝島大危機》
- 如果兒童劇團 日商倍樂生巧虎大型舞台劇《音樂森林DoReMi》
- 日商倍樂生巧虎大型舞台劇 內地巡演《玩具國怪盜皮大王》
- 日商倍樂生巧虎大型舞台劇 內地巡演《海底樂園大冒險》
- 兩廳院20週年特別製作 一元布偶劇團《魔法拼圖》
- 台北藝術大學學期畢業製作公演《愛情與偶然狂想曲》
- 台北藝術大學學期畢業製作公演《死亡》
- 台北藝術大學畢業製作暨大專戲劇系五校聯演《此屋不堪使用》
- 蘋果兒童劇團《黃金海底城》
- 蘋果兒童劇團《勇闖黑森林》
- 天使蛋兒童劇團《武松打虎姑婆》
- 天使蛋兒童劇團《魔法精靈》
- 佳音英語劇團《胡桃鉗》

## 外部連結
- 郭玄奇的Facebook專頁
- 郭玄奇在香港影庫上的簡介